# 杨新民
杨新民（1960年—），男，汉族，四川泸州人，中国运筹学家，曾任重庆师范大学副校长、教授，中国数学会副理事长，中国运筹学会副理事长，中国系统工程学会副理事长。